# Paula Díaz
Paula Andrea Díaz Galione (Ciudad de la Costa, Uruguay, 28 de enero de 1989) es una modelo uruguaya coronada Miss Uruguay 2008. Díaz representó a Uruguay en Miss Universo 2008.
Al ganar el concurso de Miss Uruguay 2008, recibió 10.000 dólares USA, una moto, un billete en Miami, joyas y tratamientos de belleza. En mayo, Díaz recibió una preparación integral en Colombia para su participación en Miss Universo 2008.